# Bernie Marsden
Bernie Marsden, volledige naam Bernard John Marsden (Buckingham, 7 mei 1951 – 24 augustus 2023) was een Brits gitarist voornamelijk bekend voor zijn werk bij Whitesnake naast Micky Moody.
Ergens op het einde van de sixties werd hij lid van zijn eerste groep Skinny Cat. Na twee jaren intensief toeren met die groep kreeg Bernie een auditie bij de groep UFO (rockband) waarbij hij speelde van november 1972 tot juni 1973 toen hij vervangen werd door Michael Schenker. Er werd slechts één single opgenomen met Bernie (Give her the Gun). Na wat sessiewerk bij onder andere Chick Churchill en Bridget St. John werd hij lid van de groep Wild Turkey van juni 1973 tot april 1974.
Bernie trad daarna toe tot Cozy Powells Hammer dat op dat moment een hit heeft met 'Dance with the Devil'. Er volgen twee singles, 'The man in Black' en 'Na Na Na'.
Hierna werd hij lid van de rockband Babe Ruth. Met deze band nam Marsden de elpees 'Steelin' Home' en 'Kid's Stuff' op.
In maart 1976 trad hij toe tot de Deep Purple afsplitsing Paice, Ashton & Lord van ex-Purple leden Jon Lord (keyboards) en Ian Paice (drums), aangevuld met zanger/keyboardist Tony Ashton. Ashtons drankproblemen deden Lord en Ashton denken aan een reünie met ook al ex-Purple David Coverdale om Ashton in diens zang bij te staan. Nadat Coverdale weigerde was de groep dan ook snel uit elkaar.
Even leek het erop dat Marsden zou toetreden tot Wings van Paul McCartney, maar het is Coverdale die Marsden inlijfde in zijn allereerste incarnatie van Whitesnake. Later zouden opmerkelijk genoeg Lord en Paice volgen, om wat de meeste volgelingen de klassieke Whitesnake bezetting noemen te vormen. Marsden is medecomponist van heel wat nummers (onder andere de later heropgenomen nummer 1-hit in de US: "Here I go Again") en mag zelfs even de leadvocals overnemen in 'Free Flight'. Tijdens zijn verblijf bij Whitesnake nam Marsden 2 solo-lp's op: 'Look at me now' en 'And about time too' die vooral op de Japanse markt goed gesmaakt werden.
Na zijn vertrek bij Whitesnake probeerde Marsden het even met een bandje genaamd "Bernie Marsden's S.O.S." dat al gauw uitmondde in het AOR-getinte Alaska (band) met de Rod Stewart-kloon Robert Hawthorne. Het grote succes bleef uit en de band ging uit elkaar.
Even probeerden Neil Murray, Mel Galley en Marsden (allen ex-Whitesnake) het als MGM, met Toto-zanger Bobby Kimball, maar ook dat verhaal bleek geen lang leven te krijgen. Er volgde nog sessiewerk met Andy Taylor (Duran Duran, The Power Station) en Ian Gillan (Deep Purple).
Na enkele stille jaren herenigde Marsden zich met zijn Whitesnake-kompaan Micky Moody in groepen als Moody/Marsden, The Snakes, The Company of Snakes en M3. Ook trad hij op met zijn eigen Bernie Marsden Band, waarmee hij in september 2006 ook België en Nederland aandeed.
Marsden overleed in 2023 op 72-jarige leeftijd.

## Discografie

### Solo
- 1979 - And about time too
- 1981 - Look at me now
- 1992 - Friday Rock Show Sessions (compilatie + extra's)
- 1995 - Green and Blues
- 2003 - Big Boy Blue
- 2005 - Big Boy Blue Live
- 2006 - Stacks
- 2006 - Blues & Scales

### Anders
- 1973 - UFO : The Decca Years (uitgebracht in 1993)
- 1973 - Chick Churchill : You and Me
- 1974 - Wild Turkey : Don't dare to forget
- 1974 - Bridget St.John : Jumble Queen
- 1975 - Babe Ruth : Stealin' Home
- 1976 - Babe Ruth : Kid's Stuff
- 1977 - Paice, Ashton & Lord : Malice in Wonderland
- 1977 - Paice, Ashton & Lord - Malice in Wonderland (Cd-versie 1995 met bonus)
- 1977 - Paice, Ashton & Lord : BBC Radio One in concert (uitgebracht in 1993)
- 1979 - Cozy Powell : Over the Top
- 1979 - Cozy Powell : The best of (compilatie)
- 1980 - K2 : Why
- 1982 - Jon Lord - Before I forget
- 1984 - Alaska : Heart of the storm
- 1985 - Alaska : The Pack
- 1985 - Alaska : Anthology (compilatie)
- 1988 - Various Artists : Guitar Speak II
- 1988 - Ian Gillan : Magic
- 1989 - Air Pavillion : Kaizoku
- 1990 - Forcefield : Let the wild run free
- 1990 - Blonde on Blonde : Perfect Crime
- 1990 - Headmistress : Born to be wild (single)
- 1992 - Moody/Marsden : Never turn our back on the Blues
- 1992 - Moody/Marsden : The time is right for Live (compilatie)
- 1994 - Walter Trout : Tellin' Stories
- 1994 - Borderline : Line Up
- 1994 - Moody/Marsden : Live in Hell (unplugged)
- 1994 - Moody/Marsden : Real Faith
- 1998 - The Snakes : Once Bitten...
- 1998 - The Snakes : Live in Europe
- 1998 - Soundtrack : Still Crazy (1 song)
- 2000 - Moody/Marsden : The night the guitars came to play (compilatie)
- 2000 - The Company of Snakes : Here they go again
- 2000 - Tribute to Whitesnake - Snakebites
- 2001 - Micky Moody : I eat them for Breakfast
- 2002 - The Company of Snakes : Burst the Bubble
- 2003 - Chris Catena - Freak Out
- 2006 - M3 - Rough and Ready
- 2008 - Jorn : Lonely are the Brave

- Bibsys: 10007683
- Biblioteca Nacional de España: XX1657550
- Bibliothèque nationale de France: cb13931096v (data)
- Gemeinsame Normdatei: 134456076
- International Standard Name Identifier: 0000 0000 5514 9970
- Library of Congress Control Number: no2006090277
- MusicBrainz: 8b57275b-4eed-4cc8-bee1-45560350f35b
- Nationale Bibliotheek van Tsjechië: js20061103012
- Nationale en Universitaire bibliotheek Zagreb: 000066479
- Système universitaire de documentation: 158167929
- Virtual International Authority File: 27145971378532330466
- WorldCat: E39PCjvDr6rDhmDpWwT3kgJtw3